# 1963 en dadaïsme et surréalisme
Pour l'année, voir 1963.
 Chronologie de dada et du surréalisme 
- 1959
- 1960
- 1961
- 1962
- 1963
- 1964
- 1965
- 1966
- 1967

Cet article présente les faits marquants de l'année 1963 en dadaïsme et surréalisme.

## Éphémérides

### Janvier
- 8 janvier
Après avoir établi le catalogue complet des œuvres d'Yves Tanguy, Kay Sage se suicide par empoisonnement[1].

### Mai
- 31 mai
En Belgique, publication du tract Le Vent de lève dont la première page présente la photographie d'un torse féminin, nu, façon sculpture antique, ceint d'un cache-sexe minuscule tachée de sang[2].

- André Breton, Nadja, édition entièrement revue par l'auteur, chez Gallimard[3].

### Octobre
- 16 octobre
Louis Malle, Le Feu follet, adaptation cinématographique du récit de Drieu La Rochelle, lui-même inspiré par la vie de Jacques Rigaut[4].

- André Breton, Perspective cavalière, publié dans le numéro 5 de la revue La Brèche[5].

### Décembre
- 25 décembre
Mort de Tristan Tzara à Paris[6].

### Cette année-là
- André Breton rend visite à Pierre Alechinsky : « Ce que je goûte le plus dans l'art est ce que vous détenez, ce pouvoir d'enlacement des courbes, ce rythme de toute évidence organique, cet heureux abandon de femme que vous obtenez des couleurs, de la lumière. »[7]

- Rétrospective à Knokke-le-Zoute (Belgique) de l'œuvre graphique de E. L. T. Mesens[8].

- Man Ray devient « Satrape » du Collège de 'Pataphysique[réf. nécessaire]

- En Grèce, parution du premier numéro de la revue Pali dirigée par Nanos Valaoritis[9].

### Œuvres
- Marion Adnams
  - Emperor moths/Thunder on the left, huile sur panneau[10]
- Fernando Arrabal
  - La Pierre de la folie : « Un homme habillé en évêque, un fouet à la main, me dit d'entrer dans l'église. Il me sembla que le porche était formé par les deux cuisses d'une géante agenouillée. »[11]
- Rachel Baes
  - La Leçon de philosophie, huile sur toile[12]
- Guido Biasi
  - Monstre baroque, huile sur toile[13]
- André Breton
  - Nadja, récit revu et corrigé[14]
  - Poème-objet (ces terrains vagues), collage d'objets[15]
- Max Ernst
  - La Lune est un rossignol muet, huile sur toile[16]
- Jane Graverol
  - La Prison céleste, huile sur toile[17]
- Raoul Haussmann
  - Opossum, poème phonétique, gouache sur papier[18]
- Wifredo Lam
  - Mère et enfant VII (Mère et fils), huile sur toile[19]
- René Magritte
  - La Belle saison, huile sur toile[20]
  - La Grande table, huile sur toile[21]
- E. L. T. Mesens
  - Panoramic panorama, huile sur toile[22]
- Nico Papatakis
  - Les Abysses, film inspiré de l'histoire des sœurs Papin, que les surréalistes considèrent à l'égal de L'Âge d'or de Luis Buñuel et Salvador Dalí[23]
- Hervé Télémaque
  - Portrait de famille, huile sur toile[24]
- Toyen
  - A une certaine heure, collage et huile sur toile[25]
- Clovis Trouille
  - Le Bateau ivre, huile sur toile[26]
- Isabelle Waldberg
  - Palais rose, bronze[27]